# Paul Mercey
Pour les articles homonymes, voir Paul Muller, Muller et Mercey (homonymie).
Paul Georges Muller dit Paul Mercey est un acteur de nationalité suisse et française né le 10 janvier 1923 à Belgrade en Serbie, et mort le 7 janvier 1988 à Férolles-Attilly (Seine-et-Marne).

## Biographie
Paul Mercey a commencé comme chansonnier, à Genève, au « Caveau » (1942-1943) et à « La Boîte à Musique » (1944-1947).
Il a joué Henri, le barman du bowling des Tontons flingueurs, et est également présent aux côtés de Jean Yanne dans beaucoup de ses sketches (Les Routiers mélomanes, L'Accident de chars (à Rome)) et de ses films.
Il joue le rôle du moustachu du bain turc dans La Grande Vadrouille en 1966, aux côtés de Louis de Funès et de Bourvil, l'entrepreneur Pellot dans Le Tatoué en 1968, le voisin en colère du colonel Matthews dans Le Cerveau en 1969 mais aussi le curé à qui Louis de Funès fait des grimaces dans Le Gendarme en balade en 1970.
Il joue également au théâtre et notamment en 1970 dans l'émission Au théâtre ce soir, dans les pièces Frédéric de Robert Lamoureux et Douze hommes en colère de Reginald Rose, puis en 1972 dans Un Français à Moscou de Pol Quentin avec Jean-Claude Pascal. Toujours pour Robert Lamoureux, il apparaît dans Mais où est donc passée la septième compagnie ? dans la scène durant laquelle Tassin (Aldo Maccione) tue deux soldats allemands dans la cour de sa maison alors que sa femme accouche au premier étage de la maison.
Il meurt le 7 janvier 1988 à Férolles-Attilly, Seine-et-Marne, et est incinéré au crématorium de Valenton.

## Filmographie

### Cinéma
- 1948 : La Carcasse et le Tord-cou de René Chanas
- 1951 : Sous le ciel de Paris de Julien Duvivier : un agent
- 1951 : Le Vrai Coupable de Pierre Thévenard
- 1951 : Pas de vacances pour Monsieur le Maire de Maurice Labro
- 1951 : Le Cap de l'Espérance de Raymond Bernard : un inspecteur de police
- 1952 : Monsieur Leguignon lampiste de Maurice Labro : un habitant du quartier
- 1955 : French Cancan de Jean Renoir : un homme à l'inauguration
- 1955 : On déménage le colonel de Maurice Labro
- 1956 : Les Truands de Carlo Rim
- 1957 : Le colonel est de la revue de Maurice Labro
- 1957 : La Route joyeuse (The Happy Road) de Gene Kelly : un gendarme
- 1957 : La Roue de Maurice Delbez et André Haguet
- 1957 : Méfiez-vous fillettes d'Yves Allégret : un client de l'hôtel de passe
- 1957 : Fernand clochard de Pierre Chevalier
- 1957 : Les Œufs de l'autruche de Denys de La Patellière : le barman bavard
- 1957 : Montparnasse 19 de Jacques Becker  (sous réserve)
- 1958 : Thérèse Étienne de Denys de La Patellière : Léonard
- 1958 : Le Dos au mur d'Édouard Molinaro : un invité
- 1958 : Les Amants de Montparnasse (Montparnasse 19) de Jacques Becker
- 1958 : Le désir mène les hommes de Mick Roussel
- 1958 : Sérénade au Texas de Richard Pottier : Bill, le tenancier du saloon
- 1959 : Meurtre en 45 tours d'Étienne Périer : le vendeur de DS (non crédité)
- 1959 : La Bête à l'affût de Pierre Chenal : un acheteur à la vente
- 1959 : Le vent se lève d'Yves Ciampi : le cuisinier
- 1959 : Bobosse d'Étienne Périer : l'agent spectateur
- 1959 : Oh ! Qué mambo de John Berry : le maître d'hôtel
- 1959 : Archimède le clochard de Gilles Grangier : Camille le patron du bar
- 1959 : 125, rue Montmartre de Gilles Grangier : Raymond, le camionneur
- 1959 : Les Affreux de Marc Allégret
- 1959 : Rue des prairies de Denys de La Patellière : un copain de bistrot
- 1959 : Katia de Robert Siodmak : le serf
- 1959 : Le Travail c'est la liberté de Louis Grospierre
- 1960 : Les Honneurs de la guerre de Jean Dewever : Nieucourt
- 1960 : L'Ours d'Edmond Séchan : le commissaire
- 1960 : Le Gigolo de Jacques Deray : l'adjoint du commissaire
- 1960 : Le Caïd de Bernard Borderie : Jack
- 1960 : Les Vieux de la vieille de Gilles Grangier : le maire du village
- 1961 : Le Capitaine Fracasse de Pierre Gaspard-Huit : l'aubergiste de Poitiers
- 1961 : Le Tracassin ou Les Plaisirs de la ville d'Alex Joffé
- 1961 : Tout l'or du monde de René Clair : Léon truc, le gardien de prison
- 1962 : Un singe en hiver d'Henri Verneuil : le marchand de poissons
- 1962 : Le Petit Garçon de l'ascenseur de Pierre Granier-Deferre
- 1962 : Les Culottes rouges d'Alex Joffé : un prisonnier
- 1962 : Lemmy pour les dames de Bernard Borderie : le commissaire Boumègue
- 1962 : Le Repos du guerrier de Roger Vadim : le serveur "enrobé"
- 1962 : Les Filles de La Rochelle de Bernard Deflandre : le maire de La Rochelle
- 1962 : Le Gentleman d'Epsom de Gilles Grangier : Oscar Robineau, un joueur de province
- 1962 : L'Œil du Monocle de Georges Lautner : Hektor Schlumpf
- 1962 : Les Vierges de Jean-Pierre Mocky : l'avocat
- 1963 : Mathias Sandorf de Georges Lampin
- 1963 : Les Bricoleurs de Jean Girault : le curé qui croise les deux "faux scouts"
- 1963 : Les Tontons flingueurs de Georges Lautner : Henri, le patron du bowling
- 1963 : Mélodie en sous-sol d'Henri Verneuil : le cafetier
- 1963 : Bébert et l'Omnibus d'Yves Robert : Hubert Pignol
- 1963 : Le Wagon-lit de Christian Duvaleix (Court métrage)
- 1963 : La Soupe aux poulets de Philippe Agostini : Rimbert
- 1964 : Patate de Robert Thomas : le chauffeur de taxi
- 1964 : Merveilleuse Angélique de Bernard Borderie
- 1964 : Les Yeux cernés de Robert Hossein : l'hôtelier
- 1965 : Les Bons Vivants de Gilles Grangier, dans le sketch Le Procès : le client au chien
- 1965 : Don Quijote (de) de Carlo Rim - Téléfilm diffusé en salle en Espagne en 1970 sous le titre Dulcinea del Tobosa
- 1966 : Brigade anti-gang de Bernard Borderie : le docteur Langlois
- 1966 : Un monde nouveau de Vittorio De Sica
- 1966 : La Grande Vadrouille de Gérard Oury : le moustachu du bain turc
- 1966 : Tendre Voyou de Jean Becker : M. Ponce
- 1967 : Voyage à deux (Two for the Road) de Stanley Donen : le fermier
- 1968 : Catherine, il suffit d'un amour de Bernard Borderie
- 1968 : Le Tatoué de Denys de La Patellière : M. Pellot, l'entrepreneur en maçonnerie
- 1969 : Le Cerveau de Gérard Oury : le monsieur du 5e importuné par le bruit
- 1969 : Trois hommes sur un cheval de Marcel Moussy : l'inspecteur "Jaune d'Œuf"
- 1970 : L'Amour de Richard Balducci
- 1970 : Le Gendarme en balade de Jean Girault : le curé qui fait des grimaces avec Cruchot
- 1970 : Amour de Gabriel Axel : le premier déménageur
- 1971 : L'Odeur des fauves de Richard Balducci :
- 1972 : L'Ingénu de Norbert Carbonnaux : le maire
- 1972 : Moi y'en a vouloir des sous de Jean Yanne : le délégué suisse
- 1972 : Na ! de Jacques Martin
- 1973 : Les Aventures de Rabbi Jacob de Gérard Oury : l'automobiliste vindicatif
- 1973 : Mais où est donc passée la septième compagnie ? de Robert Lamoureux : le boulanger
- 1973 : La Raison du plus fou de Raymond Devos et François Reichenbach
- 1973 : Hit! (Commando sur les stups) de Sidney J. Furie : Jyras
- 1974 : L'Horloger de Saint-Paul de Bertrand Tavernier : M. Torrini
- 1974 : Les Quatre Charlots mousquetaires de André Hunebelle : le paysan
- 1974 : Deux grandes filles dans un pyjama de Jean Girault : le chauffeur de taxi
- 1974 : Gross Paris de Gilles Grangier
- 1974 : Jambes en l'air à Bangkok de Henri Sala : Francis Ducas
- 1974 : Les Chinois à Paris de Jean Yanne : un résistant
- 1974 : L'Évasion de Hassan Terro de Mustapha Badie
- 1975 : Pas de problème de Georges Lautner : un douanier suisse
- 1975 : On a retrouvé la septième compagnie de Robert Lamoureux : l'homme devant réparer la roue du moulin
- 1975 : Chobizenesse de Jean Yanne : le ministre de l'Intérieur
- 1975 : Le Téléphone à l'hôtel de André Cantenys (Court métrage)
- 1975 : Au-delà de la peur de Yannick Andreï : le chef de gare
- 1975 : French Connection 2 de John Frankenheimer : un policier
- 1975 : Opération Lady Marlène de Robert Lamoureux : le fermier
- 1976 : Silence... on tourne ! de Roger Coggio : Jacky
- 1976 : Sexuella de Maxime de Best : le producteur
- 1976 : Le Gang de Jacques Deray
- 1978 : Et vive la liberté ! de Serge Korber
- 1978 : Les Bidasses en vadrouille de Christian Caza : le colonel Charrier
- 1979 : De l'enfer à la victoire(De Dunkerque à la victoire) (Contro 4 bandiere) d'Umberto Lenzi : le barman
- 1982 : Le Cadeau de Michel Lang : Gastounet
- 1982 : Deux heures moins le quart avant Jésus-Christ de Jean Yanne : un commerçant
- 1984 : Liberté, égalité, choucroute de Jean Yanne : le chef des « Sans-Culottes »
- 1985 : Astérix et la Surprise de César de Paul et Gaëtan Brizzi : voix

### Télévision

#### Téléfilms
- 1962 : Les Célibataires de Jean Prat - Dr Gibout
- 1966 : Un beau dimanche  de François Villiers -  le gendarme n°1
- 1967 : Meurtre en sourdine de Gilbert Pineau -  lieutenant Walker
- 1968 : La Forêt noire de Marcel Cravenne - l'infirmier
- 1968 : Sarn de Claude Santelli -  le médecin
- 1968 : Les Grandes Espérances  de Marcel Cravenne - l'aubergiste
- 1971 : Romulus le Grand de Marcel Cravenne
- 1972 : Kitsch-Kitsch de Janine Guyon
- 1973 : L'Épidémie de Jean-Marie Coldefy - un membre de l'opposition
- 1973 : Les Femmes du Bœuf de Jean Archimbaud - Le Bœuf
- 1973 : Lucien Leuwen de Claude Autant-Lara
- 1974 : Le Droit aux étrennes de Jean Bertho - le cocher
- 1978 : Quatre jours à Paris de Jean Canolle - Montaron
- 1980 : La Petite Valise de Roger Dallier - l'agriculteur
- 1980 : C'est pas dieu possible de Edmond Tiborovsky - le curé Cossonoy
- 1980 : Le Vol d'Icare de Daniel Ceccaldi - un agent
- 1982 : Le Rêve d'Icare de Jean Kerchbron - Matarasso
- 1982 : Ignace de Michel Ayats - le colonel

#### Séries télévisées
- 1959 : Bastoche et Charles Auguste de Bernard Hecht
- 1960 : En votre âme et conscience - épisode : Le crime de Madame Achet de Michel Mitrani
- 1964 : Félix - épisode :  Le wagon lit de Christian Duvaleix
- 1961-1966 : Le Théâtre de la jeunesse (série télévisée) : le maître de poste / John Talbot
  - 1961 - épisode : Doubrowsky  de Alain Boudet - Le maître de poste
  - 1964 - épisode : Le matelot de nulle part de Marcel Cravenne - John Talbot
- 1965 : En votre âme et conscience, épisode : La canne à épée de  Marcel Cravenne
  - 1966 - épisode : L'homme qui a perdu son ombre de Marcel Cravenne
- 1965-1968 : Les Saintes chéries :
  - 1965 - épisode : Ève à la maison de Jean Becker - M. Bichet, le plombier
  - 1968 - épisode : Ève et le déménagement de  Jean Becker  - M. Bichet, le plombier
- 1969 : Le Trésor des Hollandais - l'accessoiriste
- 1969 : Le Petit Monde de Marie-Plaisance
- 1970 : Le Service des affaires classées - épisode : Le bonheur parfait de Yannick Andréi -  Victor Estaing
- 1972 : Les Chemins de pierre
- 1970-1973 : Au théâtre ce soir (émission télévisée) :
  - 1970 : Frédéric de Robert Lamoureux, mise en scène Pierre Mondy, réalisation Pierre Sabbagh, Théâtre Marigny - Tronneger
  - 1970 : Douze hommes en colère de Reginald Rose, adaptation d'André Obey, mise en scène de Michel Vitold, réalisation Pierre Sabbagh, Théâtre Marigny - Le juré n°6
  - 1972 : Les Français à Moscou de Pol Quentin, mise en scène  Michel Roux, réalisation Georges Folgoas, Théâtre Marigny - Clapier
  - 1973 : L'Honneur des Cipolino de Jean-Jacques Bricaire, mise en scène Michel Roux, réalisation Georges Folgoas, Théâtre Marigny - Lampani
- 1973 : La Porteuse de pain - épisodes 7 et de 10 à 13 (mini-série en 13 ép.)
- 1973 : Molière pour rire et pour pleurer de Marcel Camus
- 1973 : La Ligne de démarcation - épisode#1.13 : La fin et les moyens  de Jacques Ertaud - Fleuret
- 1974 : Le comte Yoster a bien l'honneur - épisode#4.4 : Lettres de l'ombre de Georg Tressler - Giovanni Totti
- 1974 : À dossiers ouverts - épisode : Gros calibre de Claude Boissol - Dr Kervalec
- 1974 : Les Enfants des autres, série télévisée de Louis Grospierre : le père de Lise
- 1974 : Malaventure ép. « Un plat qui se mange froid » de Joseph Drimal
- 1975 : Typhelle et Tourteron - 2 épisodes de Louis Grospierre : le grand-père
  - épisode#1.14 : Le jardin de grand-père
  - épisode#1.15 : Les bonnes actions
- 1975 : Les Mohicans de Paris -  épisode#2.2 de Bernard Borderie
- 1976 : Nick Verlaine ou Comment voler la Tour Eiffel - épisode : Le monstre de Claude Boissol
- 1976 : Minichronique - épisode#1.7 : Les ennemis de Jean-Marie Coldefy - le client à la poste
- 1981 : Les Amours de années folles - épisode : Molinoff, Indre-et-Loire de Dominique Giuliani - Cheneaux
- 1981 : La Double Vie de Théophraste Longuet de Yannick Andréi (mini série en 3 ép.) -  le boucher
- 1982 : Le Village dans les nuages : le chef des pirates
- 1985 : Les Colonnes du ciel - épisode : La saison des loups de Gabriel Axel - le président

## Théâtre
- 1950 : Il faut marier maman comédie musicale de Marc-Cab et Serge Veber, musique Guy Lafarge, mise en scène Pierre Dux, théâtre de Paris
- 1951 : Le Roi de la fête de Claude-André Puget, mise en scène Claude Sainval, Comédie des Champs-Élysées
- 1956 : Un Français à Moscou de Pol Quentin, mise en scène Jacques Charon, théâtre des Célestins
- 1958 : Douze hommes en colère de Reginald Rose, mise en scène Michel Vitold, théâtre de la Gaîté-Montparnasse
- 1959 : Bon week-end, Monsieur Bennett de Paule de Beaumont d'après Arthur Watkyn, mise en scène Michel Vitold, théâtre de la Gaîté-Montparnasse
- 1963 : Un mois à la campagne d'Ivan Tourgueniev, mise en scène André Barsacq, théâtre de l'Atelier
- 1965 : Monsieur Carnaval livret de Frédéric Dard, musique Charles Aznavour et Mario Bua, mise en scène Maurice Lehmann, théâtre du Châtelet
- 1969 : Échec et meurtre de Robert Lamoureux, mise en scène Jean Piat, théâtre des Ambassadeurs
- 1970 : Un sale égoïste de Françoise Dorin, mise en scène Michel Roux, théâtre Antoine
- 1970 : Douze Hommes en colère de Reginald Rose, mise en scène Michel Vitold, théâtre Marigny
- 1971 : Dumas le magnifique d'Alain Decaux, mise en scène Julien Bertheau théâtre du Palais Royal
- 1972 : Un sale égoïste de Françoise Dorin, mise en scène Michel Roux, théâtre des Célestins
- 1973 : L'Honneur des Cipolino de Jean-Jacques Bricaire et Maurice Lasaygues, mise en scène Michel Roux, théâtre Fontaine

## Doublage

### Cinéma
- 1976 : L'Inspecteur ne renonce jamais : Frank DiGiorgio (John Mitchum)
- 1978 : Doux, dur et dingue : Cholla (John Quade)
- 1985 : Astérix et la Surprise de César : voix secondaire

### Télévision
- 1965-1971 : Papa Schultz : Général Burkhalter (Leon Askin) (1re voix - Saisons 1 et 2)